# ライナー・シュミット
ライナー・シュミット（Rainer Schmidt、1948年8月1日 - ）は東ドイツ、テューリンゲン州Langewiesen出身の元スキージャンプ選手。1970年代に活躍した。

## プロフィール
1972年札幌オリンピックに出場、90m級で銅メダルを獲得、70m級では15位となった。
翌1972-1973シーズンのジャンプ週間では第一戦と第二戦で勝利をあげ総合優勝、
また1975年のスキーフライング世界選手権では2位となっている。
引退後はオーベルホフでスキージャンプの育成コーチを務めている。